# Иван Петров (комунист)
Вижте пояснителната страница за други личности с името Иван Петров.
Иван Петров Колев е български комунист и синдикален деец.

## Биография
Роден е на 4 април 1894 г. в монтанското село Гаврил Геново. От 1915 г. е член на БКП. Израства с комунистите Гаврил Генов и Аврам Стоянов. Участва в Първата световна война и провежда антивоенна пропаганда на фронта. От януари 1919 г. е представител на първата окръжна партийна конференция във Враца. Участва в организирането и провеждането на Железничарската стачка. От 1920 г. е секретар на Окръжния комитет на БКП във Враца. Участва в подготовката на Септемврийското въстание и е арестуван. На 24 септември въстаниците превземат Враца и той е освободен и става част от революционния комитет. След неуспеха на въстанието емигрира в Югославия. Взема участие в нелегална група за пренасяне на оръжие от Югославия в България. Разкрит е през 1925 г. и заминава за СССР. От 1925 до 1926 г. учи в Държания институт по журналистика в Москва. Там става член на ВКП (б). От 1928 г. по препоръка на Васил Коларов става редактор на в. „Съветско село“ – орган на българите в Украйна. През 1930 г. става секретар на Олшанския районен комитет на ВКП (б). Между 1930 и 1933 г. е секретар на Благоевския районен комитет на ВКП (б). След това става член на Областния комитет на ВКП (б). От 1934 до 1936 г. завършва аспирантура в Комунистическия университет за национални малцинства на Запада (КУНМЗ).
През 1936 г. е изпратен от Задграничното бюро на ЦК на БКП в България. Там е арестуван в Лом и изпратен в София да бъде разпитан. Не издава нищо и е освободен. От 1936 г. е член на ЦК на БКП, а от 1938 г. негов секретар. През 1937 г. става член на Политбюро на ЦК на БКП. През 1938 г. е арестуван и осъден на 7 години затвор. След 9 септември 1944 г. е областен директор във Враца. Председател на Областната стопанска камара в града. Бил е председател на Управителния съвет на ДИП „Гаврил Генов“ и на управителните съвети за изграждане на ВЕЦ „Петрохан“ и електроцентрала в Мездра. От 1948 до 1950 г. работи в Комитета по стопански и финансови въпроси при Министерския съвет. В периода 1950 – 1954 г. е заместник-министър на комуналното стопанство и благоустройството. Между 1954 и 1964 г. е началник-отдел „Народни съвети“ при Министерския съвет. Автор на спомени, озаглавени „И потече Огоста бунтовна“, Народна младеж, 1973. С указ № 317 от 1 април 1969 г. е обявен за герой на социалистическия труд на България. Носител е още на ордените „Георги Димитров“, „Народна република България“, „9 септември 1944 г.“ – I ст., „Народна свобода 1941 – 1944 г.“. Умира на 24 август 1974 г. в София.